# WWE United States Championship

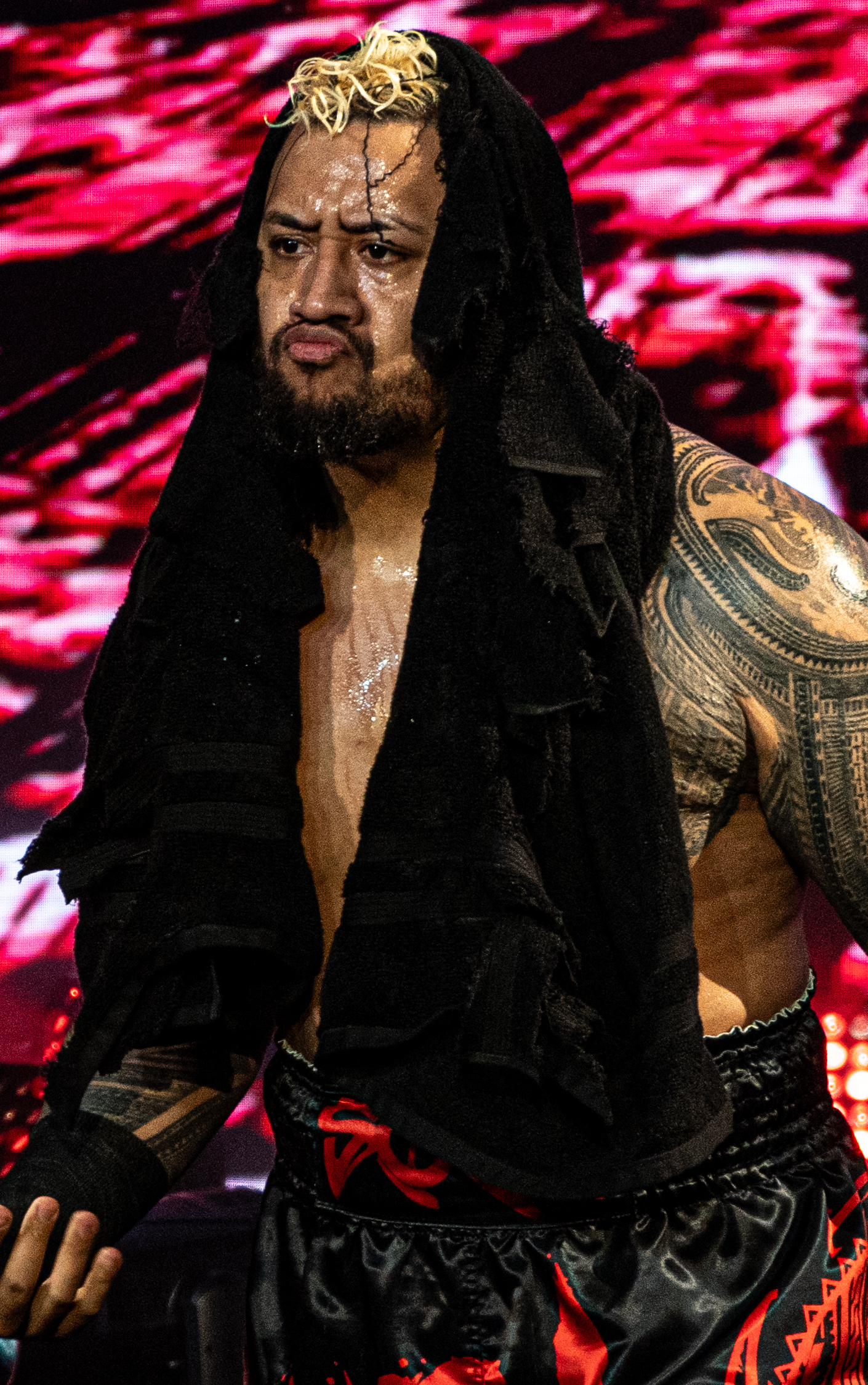
L'attuale campione Solo Sikoa

Il WWE United States Championship è un titolo di wrestling di proprietà della WWE ed esclusivo del roster di SmackDown, ed è detenuto da Solo Sikoa dal 28 giugno 2025.
Prima di diventare di proprietà della WWE, il titolo veniva difeso nel circuito indipendente della National Wrestling Alliance e in seguito nella World Championship Wrestling. È inoltre uno dei titoli più antichi della federazione, essendo stato introdotto nel 1975, seppur acquisito nel 2001 dalla World Wrestling Federation, che lo ha riattivato nel 2003.

## Storia
Il titolo nacque il 1º gennaio 1975 come NWA United States Heavyweight Championship nella National Wrestling Alliance, e in particolare nel territorio della Jim Crockett Promotions, dove era anche abitualmente assegnato e difeso. Il primo campione fu Harley Race, il quale lo detenne fino al 3 luglio 1975, quando lo perse in favore di Johnny Valentine. All'epoca, mentre esisteva un solo e indiscusso NWA World Heavyweight Champion, il consorzio NWA non riteneva che la stessa cosa dovesse essere anche per un eventuale titolo statunitense; questo avvenimento portò molti territori della NWA a proclamare un loro "NWA United States Heavyweight Championship" con rispettivi campioni. Questo stato di cose rimase immutato fino al gennaio del 1981, quando il territorio NWA di base a San Francisco, a quel tempo l'ultimo rimasto a proclamare un proprio campione statunitense, si sciolse, con l'unico titolo che rimase così quello del territorio del Mid-Atlantic, finché nel 1986 Jim Crockett Jr. riuscì a ottenere il controllo dell'NWA World Heavyweight Championship.
Il titolo statunitense divenne il titolo secondario della compagnia e l'unico riconosciuto nei territori NWA come tale. Durante il quarto regno di campione statunitense di Lex Luger, nel novembre del 1988, il magnate Ted Turner acquisì la Jim Crockett Promotions, trasformandola nella World Championship Wrestling e dopo poco tempo decise di separarsi dal consorzio NWA per tentare da solo la scalata al business del wrestling. Come conseguenza di ciò, tutti i titoli NWA in mano a wrestler della WCW vennero dichiarati vacanti, ma la neonata federazione di Atlanta rispose proclamando come propri campioni i lottatori ex-detentori di quei titoli che la NWA aveva dichiarato vacanti: questo valse anche per il titolo statunitense, che divenne quindi esclusiva della WCW e assunse la denominazione di WCW United States Heavwyeight Championship. Luger rese in seguito vacante il titolo statunitense quando vinse il WCW World Heavyweight Championship nel gennaio del 1991. Il titolo ovviamente passò più volte di mano nel corso degli anni, con una storia molto lunga di campioni: alcuni usarono il titolo come rampa di lancio verso più gloriosi lidi (come Goldberg, Scott Steiner e Sting), mentre per altri divenne il giusto tributo a una carriera che andava spegnendosi (come Dusty Rhodes che lo detenne due volte nella fase finale della sua carriera).
Quando la World Wrestling Federation acquistò la WCW in procinto di fallire, il 23 marzo 2001, acquisì anche i diritti sul titolo degli Stati Uniti. L'ultimo campione statunitense nella WCW fu Booker T, il quale portò il titolo nella WWF durante la storyline dell'Invasion. Il titolo venne comunque difeso negli show della WWF nonostante portasse ancora il nome WCW United States Championship (come nel caso del WCW Championship poi rinominato semplicemente World Championship). Esso fu unificato con il WWF Intercontinental Championship da Edge il 18 novembre 2001 a Survivor Series: Edge sconfisse Test, detentore del WWF Intercontinental Championship, conquistando il titolo appena vinto, e il titolo degli Stati Uniti venne ritirato. Nel luglio del 2003, il titolo venne riproposto nella WWE, da Stephanie McMahon col nome WWE United States Championship nel roster di SmackDown!, e venne messo in palio in un torneo vinto da Eddie Guerrero, che sconfisse Chris Benoit nella finale svoltasi il 27 luglio 2003 a Vengeance. Questo non è stato considerato un "nuovo" titolo, ma l'erede del titolo che era nella WCW e prima ancora nella NWA; anche per questo non è considerato un titolo valevole per la Triple Crown. A fine 2004, l'allora campione John Cena personalizzò il titolo cambiandone totalmente l'aspetto, e quando Cena perse il titolo contro Orlando Jordan la cintura tornò ad assumere l'aspetto originale (1º marzo 2005).
Durante la puntata di Raw del 23 giugno 2008, Matt Hardy, detentore del titolo, passò al roster della ECW, portando con sé il titolo e rendendolo un'esclusiva del roster. Il 20 luglio 2008, a The Great American Bash, Shelton Benjamin sconfisse Matt Hardy, conquistando il titolo; ciò determinò il ritorno del titolo nel roster di SmackDown. Nell'aprile del 2009 il titolo passò nuovamente a Raw in seguito al Draft di quell'anno. Durante il Draft del 2011, lo United States Championship passò a SmackDown, poiché il campione Sheamus venne spostato a SmackDown, rendendolo un'esclusiva di tale roster. Il 1º maggio, a Extreme Rules, il titolo ritornò ancora una volta a Raw, poiché il precedente campione Sheamus venne sconfitto da Kofi Kingston. Dal 29 agosto 2011, con la fine della Brand Extension, il titolo venne difeso sia a Raw che a SmackDown. Nel 2015, la WWE introdusse una versione aggiornata del Grand Slam Championship, con lo United States Championship che divenne ufficialmente riconosciuto come uno dei titoli da vincere per ottenere tale onore. A seguito del Draft avvenuto nella puntata di SmackDown del 19 luglio 2016, il titolo divenne un'esclusiva di Raw poiché l'allora campione Rusev venne spostato in questo roster. L'11 aprile 2017, a seguito dello Shake-up, il titolo divenne un'esclusiva di SmackDown poiché il campione Kevin Owens venne spostato in tale roster. Il 16 aprile 2018, a seguito dello Shake-up, il titolo tornò ad essere un'esclusiva di Raw poiché il campione Jinder Mahal venne spostato in tale roster; quella sera, tuttavia, Mahal perse il titolo contro Jeff Hardy. La sera dopo, in seguito, il titolo tornò ad essere un'esclusiva di SmackDown con il passaggio del neo-campione Jeff Hardy in tale roster. Il 22 aprile 2019, per effetto dello Shake-up, il titolo divenne un'esclusiva di Raw dopo che il campione Samoa Joe passò in tale roster. L'8 maggio 2023 il titolo passò a SmackDown dopo che il campione Austin Theory venne mandato in tale roster per effetto del Draft.

### Cintura
Quando il titolo era chiamato NWA United States Heavyweight Championship il design presentava un'aquila al centro della placca centrale con la bandiera americana in alto e gli Stati Uniti d'America in basso, con la scritta "United States Heavyweight Wrestling Champion". Quando il titolo venne rinominato WCW United States Heavyweight Championship (poi semplicemente WCW United States Championship) il suo design rappresentava un'aquila sullo sfondo e con gli Stati Uniti d'America al centro, rappresentati dalla bandiera omonima, mentre in alto c'era il logo WCW e la scritta "United States Heavyweight Champion". Quando Lance Storm detenne il titolo (dal 18 luglio al 22 settembre 2000) lo rinominò ufficiosamente "WCW Canadian Heavyweight Championship", presentando al centro della cintura la bandiera canadese. La versione del titolo della WCW rimase attiva anche nella WWF durante la storyline dell'Invasion, finò a che non venne ritirata il 18 novembre 2001 a Survivor Series con la vittoria di Edge (detentore del titolo) su Test (detentore del WWF Intercontinental Championship), unificando il titolo degli Stati Uniti con quello intercontinentale. Quando il titolo venne riattivato nel 2003, il design venne completamente cambiato: la placca centrale presenta la bandiera americana con al centro la scritta "United States Champion" a lettere dorate su una placca nera, mentre in alto è presente il logo della WWE su una piccola placca nera. Ad entrambi i lati della cintura, inoltre, sono presenti quattro placche ottagonali dorate: le prime rappresentano un'aquila dorata su sfondo blu (con il logo della WWE sotto di essa) e le seconde la Statua della Libertà dorata su sfondo blu. Dalla fine di novembre del 2004 al 10 marzo del 2005, inoltre, John Cena personalizzò il design della cintura, rendendola di forma rotonda, con la placca centrale con la bandiera degli Stati Uniti roteante con il logo "US (World Life John Cena) Champion", mentre da entrambi i lati vi erano due placche argentate, le prime due con la bandiera degli Stati Uniti e le ultime con una stella; quando Orlando Jordan conquistò il titolo, la cintura tornò al suo design originale. Il 6 luglio 2020 la cintura cambiò design per la prima volta dopo diciassette anni: la cintura è ettagonale, presentando sulla placca centrale un'aquila con una stella sul petto nel mezzo, con delle strisce bianche e rosse dietro di essa, mentre in alto, ai lati del logo WWE sono presenti delle stelle, e in basso ad esso è presente la scritta "United States Champion"; su entrambi i lati della cintura, inoltre, è presente una placca circolare personalizzabile.

## Nomi
| Nome                                                      | Anno                            |
| --------------------------------------------------------- | ------------------------------- |
| NWA United States Heavyweight Championship (Mid-Atlantic) | 1º gennaio 1975–27 gennaio 1981 |
| NWA United States Heavyweight Championship (Undisputed)   | 27 gennaio 1981–25 agosto 1991  |
| WCW United States Heavyweight Championship                | 25 agosto 1991–18 marzo 2001    |
| WCW United States Championship                            | 18 marzo 2001–18 novembre 2001  |
| WWE United States Championship                            | 27 luglio 2003–presente         |

## Albo d'oro
Statistiche aggiornate al 7 agosto 2025. 
| #                                                         | Campione                 | Regno | Data              | Giorni | Località                           | Evento                        | Note | Fonti           |
| --------------------------------------------------------- | ------------------------ | ----- | ----------------- | ------ | ---------------------------------- | ----------------------------- | --- | --------------- |
| National Wrestling Alliance/Jim Crockett Promotions       |                          |       |                   |        |                                    |                               | |                 |
| 1                                                         | Harley Race              | 1     | 1º gennaio 1975   | 183    | Tallahassee, Florida               | House show                    | Race sconfisse Johnny Weaver nella finale del torneo per l'assegnazione del titolo. | [ 2 ]           |
| 2                                                         | Johnny Valentine         | 1     | 3 luglio 1975     | 93     | Greensboro, Carolina del Nord      | House show                    | | [ 3 ] [ 4 ]     |
| —                                                         | Vacante                  | —     | 4 ottobre 1975    | —      | —                                  | —                             | Reso vacante a causa di un incidente aereo subito da Valentine. | [ 3 ]           |
| 3                                                         | Terry Funk               | 1     | 9 novembre 1975   | 18     | Greensboro, Carolina del Nord      | House Show                    | Funk sconfisse Paul Jones nella finale del torneo per la riassegnazione del titolo. | [ 3 ]           |
| 4                                                         | Paul Jones               | 1     | 27 novembre 1975  | 107    | Greensboro, Carolina del Nord      | House Show                    | | [ 2 ]           |
| 5                                                         | Blackjack Mulligan       | 1     | 13 marzo 1976     | 217    | Greensboro, Carolina del Nord      | House Show                    | | [ 2 ]           |
| 6                                                         | Paul Jones               | 2     | 16 ottobre 1976   | 43     | Greensboro, Carolina del Nord      | House Show                    | | [ 2 ]           |
| —                                                         | Blackjack Mulligan       | 2†    | 28 novembre 1976  | 11     | Greensboro, Carolina del Nord      | House Show                    | Regno non riconosciuto dalla WWE. | [ 3 ]           |
| —                                                         | Paul Jones               | 3†    | 9 dicembre 1976   | 6      | Winston-Salem, Carolina del Nord   | House Show                    | Regno non riconosciuto dalla WWE. | [ 3 ]           |
| 7                                                         | Blackjack Mulligan       | 2(3)  | 15 dicembre 1976  | 204    | Raleigh, Carolina del Nord         | House Show                    | | [ 2 ]           |
| 8                                                         | Bobo Brazil              | 1     | 7 luglio 1977     | 22     | Norfolk, Virginia                  | House Show                    | | [ 2 ]           |
| 9                                                         | Ric Flair                | 1     | 29 luglio 1977    | 84     | Richmond, Virginia                 | House Show                    | | [ 2 ]           |
| 10                                                        | Ricky Steamboat          | 1     | 21 ottobre 1977   | 72     | Charleston, Carolina del Sud       | House Show                    | | [ 2 ]           |
| 11                                                        | Blackjack Mulligan       | 3(4)  | 1º gennaio 1978   | 77     | Greensboro, Carolina del Nord      | House Show                    | | [ 2 ] [ 3 ]     |
| 12                                                        | Mr. Wrestling            | 1     | 19 marzo 1978     | 21     | Greensboro, Carolina del Nord      | House Show                    | | [ 2 ]           |
| 13                                                        | Ric Flair                | 2     | 9 aprile 1978     | 265    | Charlotte, Carolina del Nord       | House Show                    | | [ 2 ]           |
| 14                                                        | Ricky Steamboat          | 2     | 30 dicembre 1978  | 92     | Greensboro, Carolina del Nord      | House Show                    | | [ 2 ]           |
| 15                                                        | Ric Flair                | 3     | 1º aprile 1979    | 133    | Greensboro, Carolina del Nord      | House Show                    | | [ 2 ]           |
| —                                                         | Vacante                  | —     | 12 agosto 1979    | —      | —                                  | —                             | Reso vacante quando Flair vinse l'NWA World Tag Team Championship quattro giorni prima. | [ 3 ]           |
| 16                                                        | Jimmy Snuka              | 1     | 1º settembre 1979 | 231    | Charlotte, Carolina del Nord       | House Show                    | Snuka sconfisse Ricky Steamboat nella finale del torneo per la riassegnazione del titolo. | [ 3 ]           |
| 17                                                        | Ric Flair                | 4     | 19 aprile 1980    | 98     | Greensboro, Carolina del Nord      | House Show                    | | [ 2 ]           |
| —                                                         | Greg Valentine           | 1†    | 26 luglio 1980    | 121    | Charlotte, Carolina del Nord       | House Show                    | Regno non riconosciuto dalla WWE. | [ 3 ]           |
| —                                                         | Ric Flair                | 5†    | 24 novembre 1980  | 64     | Greenville, Carolina del Sud       | House Show                    | Regno non riconosciuto dalla WWE, che però riconosce Flair come un sei volte campione. | [ 2 ]           |
| 18                                                        | Roddy Piper              | 1     | 27 gennaio 1981   | 193    | Raleigh, Carolina del Nord         | House Show                    | Il 27 gennaio 1981 il titolo divenne noto come Undisputed NWA United States Heavyweight Championship dopo che la NWA San Francisco Office, che riconosceva il suo United States Heavyweight Championship, venne chiusa. | [ 2 ]           |
| 19                                                        | Wahoo McDaniel           | 1     | 8 agosto 1981     | 24     | Greensboro, Carolina del Nord      | House Show                    | | [ 2 ]           |
| —                                                         | Vacante                  | —     | 1º settembre 1981 | —      | —                                  | —                             | Reso vacante dopo che McDaniel venne infortunato da Abdullah the Butcher. | [ 5 ]           |
| 20                                                        | Sgt. Slaughter           | 1     | 4 ottobre 1981    | 229    | Charlotte, Carolina del Nord       | House Show                    | Slaughter sconfisse Ricky Steamboat nella finale del torneo per la riassegnazione del titolo. | [ 5 ]           |
| 21                                                        | Wahoo McDaniel           | 2     | 21 maggio 1982    | 17     | Richmond, Virginia                 | House Show                    | | [ 2 ]           |
| 22                                                        | Sgt. Slaughter           | 2     | 7 giugno 1982     | 76     | Greenville, Carolina del Sud       | House Show                    | | [ 6 ]           |
| 23                                                        | Wahoo McDaniel           | 3     | 22 agosto 1982    | 74     | Charlotte, Carolina del Nord       | House Show                    | | [ 2 ]           |
| 24                                                        | Greg Valentine           | 1(2)  | 4 novembre 1982   | 163    | Norfolk, Virginia                  | House Show                    | | [ 2 ]           |
| 25                                                        | Roddy Piper              | 2     | 16 aprile 1983    | 14     | Greensboro, Carolina del Nord      | House Show                    | | [ 2 ]           |
| 26                                                        | Greg Valentine           | 2(3)  | 30 aprile 1983    | 228    | Greensboro, Carolina del Nord      | House Show                    | Valentine vinse il titolo su decisione arbitrale dopo che Piper venne ferito gravemente all'orecchio sinistro. | [ 2 ]           |
| 27                                                        | Dick Slater              | 1     | 14 dicembre 1983  | 129    | Shelby, Carolina del Nord          | House Show                    | | [ 2 ]           |
| 28                                                        | Ricky Steamboat          | 3     | 21 aprile 1984    | 64     | Greensboro, Carolina del Nord      | House Show                    | | [ 2 ]           |
| 29                                                        | Wahoo McDaniel           | 4     | 24 giugno 1984    | 7      | Greensboro, Carolina del Nord      | House Show                    | | [ 2 ]           |
| —                                                         | Vacante                  | —     | 1º luglio 1984    | —      | —                                  | —                             | Reso vacante dopo che Tully Blanchard interferì nell'incontro titolato tra Wahoo McDaniel e Ricky Steamboat. | [ 3 ]           |
| 30                                                        | Wahoo McDaniel           | 5     | 7 ottobre 1984    | 167    | Charlotte, Carolina del Nord       | House Show                    | McDaniel sconfisse Manny Fernandez nella finale del torneo per la riassegnazione del titolo. | [ 3 ]           |
| 31                                                        | Magnum T.A.              | 1     | 23 marzo 1985     | 120    | Charlotte, NC                      | House Show                    | | [ 7 ]           |
| 32                                                        | Tully Blanchard          | 1     | 21 luglio 1985    | 130    | Charlotte, Carolina del Nord       | House Show                    | | [ 8 ]           |
| 33                                                        | Magnum T.A.              | 2     | 28 novembre 1985  | 182    | Greensboro, Carolina del Nord      | Starrcade                     | In un "I Quit" Steel Cage match. | [ 9 ]           |
| —                                                         | Vacante                  | —     | 29 maggio 1986    | —      | —                                  | —                             | Reso vacante quando Magnum attaccò il presidente della NWA Bob Geigel. | [ 9 ]           |
| 34                                                        | Nikita Koloff            | 1     | 17 agosto 1986    | 328    | Charlotte, Carolina del Nord       | House Show                    | Koloff sconfisse Magnum T.A. nel Best of Seven Series per la riassegnazione del titolo con il punteggio di 4-3. La WWE riconosce questa vittoria come se fosse avvenuta nella finale di un torneo. Il 28 settembre 1986 Koloff sconfisse Wahoo McDaniel, unificando il titolo con l'NWA National Heavyweight Championship, con il ritiro di quest'ultimo. | [ 3 ] [ 10 ]    |
| 35                                                        | Lex Luger                | 1     | 11 luglio 1987    | 138    | Greensboro, Carolina del Nord      | House Show                    | In uno Steel Cage match. | [ 11 ] [ 12 ]   |
| 36                                                        | Dusty Rhodes             | 1     | 26 novembre 1987  | 141    | Chicago, Illinois                  | Starrcade                     | In uno Steel Cage match. | [ 13 ] [ 14 ]   |
| —                                                         | Vacante                  | —     | 15 aprile 1988    | —      | —                                  | —                             | Reso vacante quando Rhodes attaccò il presidente dell'NWA Jim Crockett Jr.. | [ 3 ]           |
| 37                                                        | Barry Windham            | 1     | 13 maggio 1988    | 283    | Houston, Texas                     | House Show                    | Windham sconfisse Nikita Koloff nella finale del torneo per la riassegnazione del titolo. | [ 15 ]          |
| National Wrestling Alliance: World Championship Wrestling |                          |       |                   |        |                                    |                               | |                 |
| 38                                                        | Lex Luger                | 2     | 20 febbraio 1989  | 76     | Chicago, Illinois                  | Chi-Town Rumble               | | [ 16 ]          |
| 39                                                        | Michael Hayes            | 1     | 7 maggio 1989     | 15     | Nashville, Tennessee               | WrestleWar                    | | [ 17 ]          |
| 40                                                        | Lex Luger                | 3     | 22 maggio 1989    | 523    | Bluefield, Virginia Occidentale    | House Show                    | In onda su NWA World Wide Wrestling il 10 giugno 1989. | [ 2 ]           |
| 41                                                        | Stan Hansen              | 1     | 27 ottobre 1990   | 50     | Chicago, Illinois                  | Halloween Havoc               | | [ 18 ]          |
| 42                                                        | Lex Luger                | 4     | 16 dicembre 1990  | 210    | Saint Louis, Missouri              | Starrcade                     | In un Texas Bullrope match. Durante questo regno, il titolo venne rinominato WCW United States Heavyweight Championship. | [ 19 ]          |
| World Championship Wrestling                              |                          |       |                   |        |                                    |                               | |                 |
| —                                                         | Vacante                  | —     | 14 luglio 1991    | —      | Baltimora, Maryland                | The Great American Bash       | Reso vacante quando Luger vinse il WCW World Heavyweight Championship. | [ 19 ]          |
| 43                                                        | Sting                    | 1     | 25 agosto 1991    | 86     | Atlanta, Georgia                   | House Show                    | Sting sconfisse Steve Austin nella finale del torneo per la riassegnazione del titolo. | [ 20 ]          |
| 44                                                        | Rick Rude                | 1     | 19 novembre 1991  | 378    | Savannah, Georgia                  | Clash of the Champions XVII   | | [ 21 ]          |
| —                                                         | Vacante                  | —     | 1º dicembre 1992  | —      | —                                  | —                             | Reso vacante a causa di un infortunio di Rude. | [ 21 ]          |
| 45                                                        | Dustin Rhodes            | 1     | 11 gennaio 1993   | 110    | Atlanta, Georgia                   | Saturday Night                | Rhodes sconfisse Ricky Steamboat in un match per decretare lo sfidante al titolo ma, quando Rick Rude rese il titolo vacante, Rhodes divenne automaticamente il nuovo campione. In onda il 16 gennaio 1993. | [ 22 ]          |
| —                                                         | Vacante                  | —     | 29 maggio 1993    | —      | —                                  | Saturday Night                | Reso vacante dopo un match contro Rick Rude finito in un doppio schienamento. | [ 22 ]          |
| 46                                                        | Dustin Rhodes            | 2     | 30 agosto 1993    | 119    | Atlanta, Georgia                   | Saturday Night                | Dustin Rhodes sconfisse Rick Rude in un match per la riassegnazione del titolo. In onda l'11 settembre 1993. | [ 23 ]          |
| 47                                                        | Steve Austin             | 1     | 27 dicembre 1993  | 240    | Charlotte, Carolina del Nord       | Starrcade                     | In un 2-out-of-3 Falls match vinto per 2-0. | [ 24 ] [ 25 ]   |
| 48                                                        | Ricky Steamboat          | 4     | 24 agosto 1994    | 25     | Cedar Rapids, Iowa                 | Clash of the Champions XVIII  | | [ 26 ]          |
| 49                                                        | Steve Austin             | 2     | 18 settembre 1994 | <1     | Roanoke, Virginia                  | Fall Brawl: War Games         | Austin vinse il titolo per il forfait di Steamboat a causa di un infortunio alla schiena. | [ 27 ]          |
| 50                                                        | Jim Duggan               | 1     | 18 settembre 1994 | 100    | Roanoke, Virginia                  | Fall Brawl: War Games         | Subito dopo la vittoria del titolo da parte di Austin, il Commissioner della WCW Nick Bockwinkel decise che il neo campione avrebbe dovuto difendere il titolo contro uno sfidante misterioso, ovvero Jim Duggan. | [ 28 ]          |
| 51                                                        | Big Van Vader            | 1     | 27 dicembre 1994  | 88     | Nashville, Tennessee               | Starrcade                     | | [ 29 ]          |
| —                                                         | Vacante                  | —     | 25 marzo 1995     | —      | Atlanta, Georgia                   | Saturday Night                | Il titolo venne tolto a Big Van Vader dal Commissioner della WCW Nick Bockwinkel. | [ 3 ]           |
| 52                                                        | Sting                    | 2     | 18 giugno 1995    | 148    | Dayton, Ohio                       | The Great American Bash       | Sting sconfisse Meng nella finale di un torneo per la riassegnazione del titolo. | [ 30 ]          |
| 53                                                        | Kensuke Sasaki           | 1     | 13 novembre 1995  | 44     | Tokyo                              | House Show                    | Sasaki vinse il titolo durante un evento della New Japan Pro-Wrestling. | [ 31 ]          |
| 54                                                        | One Man Gang             | 1     | 27 dicembre 1995  | 33     | Nashville, Tennessee               | Starrcade                     | In un Dark match svoltosi alla fine del pay-per-view. Nonostante il match sia stato fatto ripartire e Sasaki abbia mantenuto il titolo, questo regno non è stato riconosciuto dalla WCW. | [ 32 ]          |
| 55                                                        | Konnan                   | 1     | 29 gennaio 1996   | 160    | Canton, Ohio                       | Main Event                    | | [ 33 ]          |
| 56                                                        | Ric Flair                | 5(6)  | 7 luglio 1996     | 56     | Daytona Beach, Florida             | Bash at the Beach             | | [ 34 ]          |
| —                                                         | Vacante                  | —     | 25 novembre 1996  | —      | —                                  | —                             | Il titolo venne reso vacante dopo che non era stato difeso per trenta giorni a causa di un infortunio di Flair alla spalla. | [ 34 ]          |
| 57                                                        | Eddie Guerrero           | 1     | 29 dicembre 1996  | 77     | Nashville, Tennessee               | Starrcade                     | Guerrero sconfisse Diamond Dallas Page nella finale di un torneo per la riassegnazione del titolo. | [ 35 ]          |
| 58                                                        | Dean Malenko             | 1     | 16 marzo 1997     | 85     | North Charleston, Carolina del Sud | Uncensored                    | | [ 36 ]          |
| 59                                                        | Jeff Jarrett             | 1     | 9 giugno 1997     | 73     | Boston, Massachusetts              | Nitro                         | | [ 36 ]          |
| 60                                                        | Steve McMichael          | 1     | 21 agosto 1997    | 25     | Nashville, Tennessee               | Clash of the Champions XXXV   | | [ 37 ]          |
| 61                                                        | Curt Hennig              | 1     | 15 settembre 1997 | 104    | Charlotte, Carolina del Nord       | Nitro                         | | [ 38 ]          |
| 62                                                        | Diamond Dallas Page      | 1     | 28 dicembre 1997  | 112    | Washington                         | Starrcade                     | | [ 39 ]          |
| 63                                                        | Raven                    | 1     | 19 aprile 1998    | 1      | Denver, Colorado                   | Spring Stampede               | In un "Raven's Rules" match. | [ 40 ]          |
| 64                                                        | Goldberg                 | 1     | 20 aprile 1998    | 77     | Colorado Springs, Colorado         | Nitro                         | In un "Raven's Rules" match. | [ 41 ]          |
| —                                                         | Vacante                  | —     | 6 luglio 1998     | —      | Atlanta, Georgia                   | Saturday Night                | Reso vacante quando Goldberg vinse il WCW World Heavyweight Championship. | [ 3 ]           |
| 65                                                        | Bret Hart                | 1     | 20 luglio 1998    | 21     | Salt Lake City, Utah               | Nitro                         | Bret Hart sconfisse Diamond Dallas Page in un match per la riassegnazione del titolo. | [ 42 ]          |
| 66                                                        | Lex Luger                | 5     | 10 agosto 1998    | 1      | Rapid City, Dakota del Sud         | Nitro                         | | [ 43 ]          |
| 67                                                        | Bret Hart                | 2     | 13 agosto 1998    | 74     | Fargo, Dakota del Nord             | Thunder                       | | [ 44 ]          |
| 68                                                        | Diamond Dallas Page      | 2     | 26 ottobre 1998   | 35     | Phoenix, Arizona                   | Nitro                         | | [ 45 ]          |
| 69                                                        | Bret Hart                | 3     | 30 novembre 1998  | 70     | Chattanooga, Tennessee             | Nitro                         | In un No Disqualification match. | [ 46 ]          |
| 70                                                        | Roddy Piper              | 3     | 8 febbraio 1999   | 13     | Buffalo, New York                  | Nitro                         | | [ 47 ]          |
| 71                                                        | Scott Hall               | 1     | 21 febbraio 1999  | 25     | Oakland, California                | SuperBrawl IX                 | | [ 48 ]          |
| —                                                         | Vacante                  | —     | 18 marzo 1999     | —      | Lexington, Kentucky                | Thunder                       | Reso vacante dal presidente della WCW, Ric Flair, per un infortunio di Hall. | [ 48 ]          |
| 72                                                        | Scott Steiner            | 1     | 11 aprile 1999    | 85     | Tacoma, Washington                 | Spring Stampede               | Steiner sconfisse Booker T nella finale del torneo per la riassegnazione del titolo. | [ 49 ]          |
| —                                                         | Vacante                  | —     | 5 luglio 1999     | —      | Atlanta, Georgia                   | Nitro                         | Reso vacante dal presidente della WCW, Ric Flair, dopo che erano trascorsi trenta giorni dall'ultima difesa, essendo Steiner infortunato. | [ 49 ]          |
| 73                                                        | David Flair              | 1     | 5 luglio 1999     | 35     | Atlanta, Georgia                   | Nitro                         | Flair fu premiato con il titolo dal presidente della WCW, nonché suo padre, Ric Flair. | [ 50 ]          |
| 74                                                        | Chris Benoit             | 1     | 9 agosto 1999     | 34     | Boise, Idaho                       | Nitro                         | | [ 50 ]          |
| 75                                                        | Sid Vicious              | 1     | 12 settembre 1999 | 42     | Winston-Salem, Carolina del Nord   | Fall Brawl                    | | [ 51 ]          |
| 76                                                        | Goldberg                 | 2     | 24 ottobre 1999   | 1      | Las Vegas, Nevada                  | Halloween Havoc               | Goldberg vinse il titolo su decisione arbitrale dopo che Vicious aveva perso molto sangue. | [ 51 ] [ 52 ]   |
| 77                                                        | Bret Hart                | 4     | 25 ottobre 1999   | 14     | Phoenix, AZ                        | Nitro                         | | [ 53 ]          |
| 78                                                        | Scott Hall               | 2     | 8 novembre 1999   | 41     | Indianapolis, Illinois             | Nitro                         | In un Four-Way Ladder match che includeva anche Goldberg e Sid Vicious. | [ 54 ]          |
| 79                                                        | Chris Benoit             | 2     | 19 dicembre 1999  | 1      | Washington                         | Starrcade                     | Benoit ricevette il titolo dallo stesso Scott Hall a causa di un infortunio di quest'ultimo. | [ 54 ]          |
| 80                                                        | Jeff Jarrett             | 2     | 20 dicembre 1999  | 27     | Baltimora, Maryland                | Nitro                         | In un Ladder match. | [ 55 ]          |
| —                                                         | Vacante                  | —     | 16 gennaio 2000   | —      | Cincinnati, Ohio                   | Souled Out                    | Reso vacante a causa di un infortunio di Jarrett. | [ 55 ]          |
| 81                                                        | Jeff Jarrett             | 3     | 17 gennaio 2000   | 84     | Columbus, Ohio                     | Nitro                         | Jarrett riottenne il titolo su decisione del commissioner della WCW Kevin Nash. | [ 56 ]          |
| —                                                         | Vacante                  | —     | 10 aprile 2000    | —      | Denver, Colorado                   | Nitro                         | Reso vacante da Eric Bischoff e Vince Russo. | [ 57 ]          |
| 82                                                        | Scott Steiner            | 2     | 16 aprile 2000    | 84     | Chicago, Illinois                  | Spring Stampede               | Steiner sconfisse Sting nella finale del torneo indetto per la riassegnazione del titolo. | [ 57 ] [ 58 ]   |
| —                                                         | Vacante                  | —     | 9 luglio 2000     | —      | Daytona Beach, Florida             | Bash at the Beach             | Reso vacante dopo che Steiner aveva usato la Steiner Recliner bandita su Mike Awesome. | [ 57 ] [ 59 ]   |
| 83                                                        | Lance Storm              | 1     | 18 luglio 2000    | 66     | Auburn Hills, Michigan             | Nitro                         | Storm sconfisse Mike Awesome nella finale del torneo per la riassegnazione del titolo. Storm rinominò non ufficialmente il titolo WCW Canadian Heavyweight Championship. | [ 60 ]          |
| 84                                                        | Terry Funk               | 2     | 22 settembre 2000 | 1      | Amarillo, Texas                    | House Show                    | Regno riconosciuto dalla WWE, ma non dalla WCW. | [ 61 ]          |
| 85                                                        | Lance Storm              | 2     | 23 settembre 2000 | 36     | Lubbock, Texas                     | House Show                    | Regno riconosciuto dalla WWE, ma non dalla WCW. | [ 62 ]          |
| 86                                                        | Gen. Rection             | 1     | 29 ottobre 2000   | 15     | Las Vegas, Nevada                  | Halloween Havoc               | In un 2-on-1 Handicap match dove Jim Duggan era in coppia con Storm. | [ 63 ]          |
| 87                                                        | Lance Storm              | 3     | 13 novembre 2000  | 13     | Londra                             | Nitro                         | | [ 64 ]          |
| 88                                                        | Gen. Rection             | 2     | 26 novembre 2000  | 49     | Milwaukee, Wisconsin               | Mayhem                        | | [ 65 ]          |
| 89                                                        | Shane Douglas            | 1     | 14 gennaio 2001   | 22     | Indianapolis, Indiana              | Sin                           | In un First Blood Chain match. | [ 66 ]          |
| 90                                                        | Rick Steiner             | 1     | 5 febbraio 2001   | 41     | Tupelo, Mississippi                | Nitro                         | | [ 67 ]          |
| 91                                                        | Booker T                 | 1     | 18 marzo 2001     | 128    | Jacksonville, Florida              | Greed                         | Il titolo e gli altri riconoscimenti della WCW vennero acquistati dalla World Wrestling Federation il 23 marzo 2001. Il titolo mantenne il nome WCW United States Championship e venne difeso nei programmi della WWF. | [ 68 ]          |
| World Wrestling Federation                                |                          |       |                   |        |                                    |                               | |                 |
| 92                                                        | Chris Kanyon             | 1     | 24 luglio 2001    | 48     | Pittsburgh, Pennsylvania           | SmackDown!                    | Kanyon ricevette il titolo dallo stesso Booker T, detentore anche del WCW Championship. In onda il 26 luglio 2001. | [ 69 ]          |
| 93                                                        | Tajiri                   | 1     | 10 settembre 2001 | 13     | San Antonio, Texas                 | Raw                           | | [ 70 ]          |
| 94                                                        | Rhyno                    | 1     | 23 settembre 2001 | 29     | Pittsburgh, Pennsylvania           | Unforgiven                    | | [ 71 ]          |
| 95                                                        | Kurt Angle               | 1     | 22 ottobre 2001   | 21     | Kansas City, Missouri              | Raw                           | | [ 72 ]          |
| 96                                                        | Edge                     | 1     | 12 novembre 2001  | 6      | Boston, Massachusetts              | Raw                           | | [ 73 ]          |
| —                                                         | Unificato                | —     | 18 novembre 2001  | —      | Greensboro, Carolina del Nord      | Survivor Series               | Unificato con il WWF Intercontinental Championship di Test dopo la vittoria di Edge, e in seguito il WCW United States Championship venne disattivato. | [ 73 ]          |
| World Wrestling Entertainment                             |                          |       |                   |        |                                    |                               | |                 |
| 97                                                        | Eddie Guerrero           | 2     | 27 luglio 2003    | 84     | Denver, Colorado                   | Vengeance                     | Guerrero sconfisse Chris Benoit nella finale del torneo per la riattivazione del titolo con il nome WWE United States Championship, che divenne un'esclusiva di SmackDown!. | [ 74 ]          |
| 98                                                        | Big Show                 | 1     | 19 ottobre 2003   | 147    | Baltimora, Maryland                | No Mercy                      | | [ 75 ]          |
| 99                                                        | John Cena                | 1     | 14 marzo 2004     | 116    | New York City, New York            | WrestleMania XX               | | [ 76 ]          |
| —                                                         | Vacante                  | —     | 6 luglio 2004     | —      | Winnipeg                           | SmackDown!                    | Reso vacante dal General Manager Kurt Angle dopo che Cena lo aveva attaccato. In onda l'8 luglio 2004. | [ 77 ]          |
| 100                                                       | Booker T                 | 2     | 27 luglio 2004    | 68     | Cincinnati, Ohio                   | SmackDown!                    | Booker T vinse un 8-Way Elimination match per la riassegnazione del titolo che comprendeva anche Billy Gunn, Charlie Haas, John Cena, Kenzo Suzuki, Luther Reigns, René Duprée e Rob Van Dam. In onda il 29 luglio 2004. | [ 77 ]          |
| 101                                                       | John Cena                | 2     | 3 ottobre 2004    | 2      | East Rutherford, New Jersey        | No Mercy                      | Nel Best of Five Series vinto per 3-2. | [ 78 ]          |
| 102                                                       | Carlito                  | 1     | 5 ottobre 2004    | 42     | Boston, Massachusetts              | SmackDown!                    | In onda il 7 ottobre 2004. | [ 79 ]          |
| 103                                                       | John Cena                | 3     | 16 novembre 2004  | 105    | Dayton, Ohio                       | SmackDown!                    | In onda il 18 novembre 2004. | [ 80 ]          |
| 104                                                       | Orlando Jordan           | 1     | 1º marzo 2005     | 173    | Albany, New York                   | SmackDown!                    | In onda il 3 marzo 2005. | [ 81 ]          |
| 105                                                       | Chris Benoit             | 3     | 21 agosto 2005    | 58     | Washington                         | SummerSlam                    | | [ 82 ]          |
| 106                                                       | Booker T                 | 3     | 18 ottobre 2005   | 35     | Reno, Nevada                       | SmackDown!                    | In onda il 21 ottobre 2005. | [ 83 ]          |
| —                                                         | Vacante                  | —     | 22 novembre 2005  | —      | Sheffield                          | SmackDown!                    | Reso vacante dopo che un match tra Booker T e Chris Benoit finì in doppio schienamento. In onda il 25 novembre 2005. | [ 83 ]          |
| 107                                                       | Booker T                 | 4     | 10 gennaio 2006   | 40     | Filadelfia, Pennsylvania           | SmackDown!                    | Booker T sconfisse Chris Benoit vincendo il Best of Seven Series per la riassegnazione del titolo con il punteggio di 4-3. Gli ultimi tre match vennero disputati da Randy Orton come rappresentante dell'infortunato Booker T. In onda il 13 gennaio 2006.                                                                                               | [ 84 ]          |
| 108                                                       | Chris Benoit             | 4     | 19 febbraio 2006  | 42     | Baltimora, Maryland                | No Way Out                    | | [ 85 ]          |
| 109                                                       | John "Bradshaw" Layfield | 1     | 2 aprile 2006     | 51     | Rosemont, Illinois                 | WrestleMania 22               | | [ 86 ]          |
| 110                                                       | Bobby Lashley            | 1     | 23 maggio 2006    | 49     | Bakersfield, California            | SmackDown!                    | In onda il 26 maggio 2006. | [ 87 ]          |
| 111                                                       | Finlay                   | 1     | 11 luglio 2006    | 49     | Minneapolis, Minnesota             | SmackDown!                    | In onda il 14 luglio 2006. | [ 88 ]          |
| 112                                                       | Mr. Kennedy              | 1     | 29 agosto 2006    | 42     | Reading, Pennsylvania              | SmackDown!                    | In un triple threat match che comprendeva anche Bobby Lashley. In onda il 1º settembre 2006. | [ 89 ] [ 90 ]   |
| 113                                                       | Chris Benoit             | 5     | 10 ottobre 2006   | 222    | Jacksonville, Florida              | SmackDown!                    | In onda il 13 ottobre 2006. | [ 91 ] [ 92 ]   |
| 114                                                       | MVP                      | 1     | 20 maggio 2007    | 343    | Saint Louis, Missouri              | Judgment Day                  | In un 2-out-of-3 Falls match vinto per 2-0. | [ 93 ] [ 94 ]   |
| 115                                                       | Matt Hardy               | 1     | 27 aprile 2008    | 84     | Baltimora, Maryland                | Backlash                      | Il 23 giugno 2008 il titolo divenne un'esclusiva del roster ECW. | [ 95 ] [ 96 ]   |
| 116                                                       | Shelton Benjamin         | 1     | 20 luglio 2008    | 240    | Uniondale, New York                | The Great American Bash       | Il titolo tornò ad essere un'esclusiva di SmackDown. | [ 97 ] [ 98 ]   |
| 117                                                       | MVP                      | 2     | 17 marzo 2009     | 76     | Corpus Christi, Texas              | SmackDown                     | In onda il 20 marzo 2009. Il 13 aprile 2009 il titolo divenne un'esclusiva di Raw. | [ 99 ] [ 100 ]  |
| 118                                                       | Kofi Kingston            | 1     | 1º giugno 2009    | 126    | Birmingham, Alabama                | Raw                           | | [ 101 ] [ 102 ] |
| 119                                                       | The Miz                  | 1     | 5 ottobre 2009    | 224    | Wilkes-Barre, Pennsyvania          | Raw                           | | [ 103 ] [ 104 ] |
| 120                                                       | Bret Hart                | 5     | 17 maggio 2010    | 7      | Toronto                            | Raw                           | In un No Disqualification match. | [ 105 ] [ 106 ] |
| —                                                         | Vacante                  | —     | 24 maggio 2010    | —      | Toledo, Ohio                       | Raw                           | Reso vacante quando Hart divenne il General Manager di Raw. | [ 105 ] [ 107 ] |
| 121                                                       | R-Truth                  | 1     | 24 maggio 2010    | 21     | Toledo, Ohio                       | Raw                           | R-Truth sconfisse The Miz in un match per la riassegnazione del titolo. | [ 107 ] [ 108 ] |
| 122                                                       | The Miz                  | 2     | 14 giugno 2010    | 97     | Charlotte, Carolina del Nord       | Raw                           | In un Fatal 4-Way match che comprendeva anche John Morrison e Zack Ryder. | [ 109 ] [ 110 ] |
| 123                                                       | Daniel Bryan             | 1     | 19 settembre 2010 | 176    | Rosemont, Illinois                 | Night of Champions            | | [ 111 ]         |
| 124                                                       | Sheamus                  | 1     | 14 marzo 2011     | 48     | St. Louis, Missouri                | Raw                           | Il 26 aprile 2011 il titolo divenne un'esclusiva di SmackDown. | [ 112 ]         |
| 125                                                       | Kofi Kingston            | 2     | 1º maggio 2011    | 49     | Tampa, Florida                     | Extreme Rules                 | In un Tables match. Il titolo tornò un'esclusiva di Raw. | [ 113 ]         |
| 126                                                       | Dolph Ziggler            | 1     | 19 giugno 2011    | 182    | Washington                         | Capitol Punishment            | Dal 29 agosto 2011, con la fine della brand extension, il titolo venne difeso sia a Raw che a SmackDown. | [ 114 ]         |
| 127                                                       | Zack Ryder               | 1     | 18 dicembre 2011  | 29     | Baltimora, Maryland                | TLC: Tables, Ladders & Chairs | | [ 115 ]         |
| 128                                                       | Jack Swagger             | 1     | 16 gennaio 2012   | 49     | Anaheim, California                | Raw                           | | [ 116 ]         |
| 129                                                       | Santino Marella          | 1     | 5 marzo 2012      | 167    | Boston, Massachusetts              | Raw                           | | [ 117 ]         |
| 130                                                       | Antonio Cesaro           | 1     | 19 agosto 2012    | 239    | Los Angeles, California            | SummerSlam                    | | [ 118 ]         |
| 131                                                       | Kofi Kingston            | 3     | 15 aprile 2013    | 34     | Greenville, Carolina del Sud       | Raw                           | | [ 119 ]         |
| 132                                                       | Dean Ambrose             | 1     | 19 maggio 2013    | 351    | St. Louis, Missouri                | Extreme Rules                 | | [ 120 ]         |
| 133                                                       | Sheamus                  | 2     | 5 maggio 2014     | 182    | Albany, New York                   | Raw                           | In una 20-man battle royal. | [ 121 ]         |
| 134                                                       | Rusev                    | 1     | 3 novembre 2014   | 146    | Buffalo, New York                  | Raw Backstage Pass            | | [ 122 ]         |
| 135                                                       | John Cena                | 4     | 29 marzo 2015     | 147    | Santa Clara, California            | WrestleMania 31               | | [ 123 ] [ 124 ] |
| 136                                                       | Seth Rollins             | 1     | 23 agosto 2015    | 28     | Brooklyn, New York                 | SummerSlam                    | In un Winner takes all match con in palio anche il WWE World Heavyweight Championship di Rollins. | [ 125 ] [ 126 ] |
| 137                                                       | John Cena                | 5     | 20 settembre 2015 | 35     | Houston, Texas                     | Night of Champions            | | [ 127 ] [ 128 ] |
| 138                                                       | Alberto Del Rio          | 1     | 25 ottobre 2015   | 78     | Los Angeles, California            | Hell in a Cell                | | [ 129 ] [ 130 ] |
| 139                                                       | Kalisto                  | 1     | 11 gennaio 2016   | 1      | New Orleans, Louisiana             | Raw                           | | [ 131 ]         |
| 140                                                       | Alberto Del Rio          | 2     | 12 gennaio 2016   | 12     | Lafayette, Louisiana               | SmackDown                     | In onda il 14 gennaio 2016. | [ 132 ]         |
| 141                                                       | Kalisto                  | 2     | 24 gennaio 2016   | 119    | Orlando, Florida                   | Royal Rumble                  | | [ 133 ] [ 134 ] |
| 142                                                       | Rusev                    | 2     | 22 maggio 2016    | 126    | Newark, New Jersey                 | Extreme Rules                 | Il 19 luglio 2016 il titolo divenne un'esclusiva di Raw. | [ 135 ]         |
| 143                                                       | Roman Reigns             | 1     | 25 settembre 2016 | 106    | Indianapolis, Indiana              | Clash of Champions            | | [ 136 ]         |
| 144                                                       | Chris Jericho            | 1     | 9 gennaio 2017    | 83     | New Orleans, Louisiana             | Raw                           | In un 2-on-1 Handicap match dove Kevin Owens era in coppia con Jericho. Questi schienò Reigns per vincere il titolo. | [ 137 ]         |
| 145                                                       | Kevin Owens              | 1     | 2 aprile 2017     | 28     | Orlando, Florida                   | WrestleMania 33               | L'11 aprile 2017 il titolo divenne un'esclusiva di SmackDown. | [ 138 ] [ 139 ] |
| 146                                                       | Chris Jericho            | 2     | 30 aprile 2017    | 2      | San Jose, California               | Payback                       | | [ 140 ]         |
| 147                                                       | Kevin Owens              | 2     | 2 maggio 2017     | 66     | Fresno, California                 | SmackDown                     | | [ 141 ]         |
| 148                                                       | AJ Styles                | 1     | 7 luglio 2017     | 16     | New York City, New York            | House Show                    | | [ 142 ]         |
| 149                                                       | Kevin Owens              | 3     | 23 luglio 2017    | 2      | Philadelphia, Pennsylvania         | Battleground                  | | [ 143 ]         |
| 150                                                       | AJ Styles                | 2     | 25 luglio 2017    | 75     | Richmond, Virginia                 | SmackDown                     | In un Triple Threat match che comprendeva anche Chris Jericho. | [ 144 ]         |
| 151                                                       | Baron Corbin             | 1     | 8 ottobre 2017    | 70     | Detroit, Michigan                  | Hell in a Cell                | In un Triple Threat match che comprendeva anche Tye Dillinger. | [ 145 ]         |
| 152                                                       | Dolph Ziggler            | 2     | 17 dicembre 2017  | 9      | Boston, Massachusetts              | Clash of Champions            | In un Triple Threat match che comprendeva anche Bobby Roode. | [ 146 ]         |
| —                                                         | Vacante                  | —     | 26 dicembre 2017  | —      | Chicago, Illinois                  | SmackDown                     | Reso vacante dal general manager Daniel Bryan dopo che Ziggler lasciò la cintura sul ring nella puntata del 19 dicembre 2017. | [ 147 ]         |
| 153                                                       | Bobby Roode              | 1     | 16 gennaio 2018   | 54     | Laredo, Texas                      | SmackDown                     | Roode sconfisse Jinder Mahal nella finale del torneo per la riassegnazione del titolo. | [ 148 ]         |
| 154                                                       | Randy Orton              | 1     | 11 marzo 2018     | 28     | Columbus, Ohio                     | Fastlane                      | | [ 149 ]         |
| 155                                                       | Jinder Mahal             | 1     | 8 aprile 2018     | 8      | New Orleans, Louisiana             | WrestleMania 34               | In un Fatal 4-Way match che comprendeva anche Bobby Roode e Rusev. Il 16 aprile 2018 il titolo divenne un'esclusiva di Raw. | [ 150 ] [ 151 ] |
| 156                                                       | Jeff Hardy               | 1     | 16 aprile 2018    | 90     | Hartford, Connecticut              | Raw                           | Il 17 aprile 2018 il titolo tornò un'esclusiva di SmackDown. | [ 151 ] [ 152 ] |
| 157                                                       | Shinsuke Nakamura        | 1     | 15 luglio 2018    | 156    | Pittsburgh, Pennsylvania           | Extreme Rules                 | | [ 153 ]         |
| 158                                                       | Rusev                    | 3     | 18 dicembre 2018  | 40     | Fresno, California                 | SmackDown                     | In onda il 25 dicembre 2018. | [ 154 ]         |
| 159                                                       | Shinsuke Nakamura        | 2     | 27 gennaio 2019   | 2      | Phoenix, Arizona                   | Royal Rumble                  | | [ 155 ]         |
| 160                                                       | R-Truth                  | 2     | 29 gennaio 2019   | 35     | Phoenix, Arizona                   | SmackDown                     | | [ 156 ]         |
| 161                                                       | Samoa Joe                | 1     | 5 marzo 2019      | 75     | Wilkes-Barre, Pennsylvania         | SmackDown                     | In un Fatal 4-Way match che comprendeva anche Andrade e Rey Mysterio. Il 22 aprile 2019 il titolo divenne un'esclusiva di Raw. | [ 157 ] [ 158 ] |
| 162                                                       | Rey Mysterio             | 1     | 19 maggio 2019    | 15     | Hartford, Connecticut              | Money in the Bank             | | [ 159 ]         |
| 163                                                       | Samoa Joe                | 2     | 3 giugno 2019     | 20     | Austin, Texas                      | Raw                           | Joe ricevette il titolo dallo stesso Mysterio a causa di un infortunio di quest'ultimo alla spalla e dopo lo schienamento controverso avvenuto nel loro incontro a Money in the Bank. | [ 160 ]         |
| 164                                                       | Ricochet                 | 1     | 23 giugno 2019    | 21     | Tacoma, Washington                 | Stomping Grounds              | | [ 161 ]         |
| 165                                                       | AJ Styles                | 3     | 14 luglio 2019    | 134    | Philadelphia, Pennsylvania         | Extreme Rules                 | | [ 162 ]         |
| 166                                                       | Rey Mysterio             | 2     | 25 novembre 2019  | 31     | Rosemont, Illinois                 | Raw                           | | [ 163 ]         |
| 167                                                       | Andrade                  | 1     | 26 dicembre 2019  | 151    | New York City, New York            | House Show                    | | [ 164 ]         |
| 168                                                       | Apollo Crews             | 1     | 25 maggio 2020    | 97     | Orlando, Florida                   | Raw                           | | [ 165 ]         |
| 169                                                       | Bobby Lashley            | 2     | 30 agosto 2020    | 175    | Orlando, Florida                   | Payback                       | | [ 166 ]         |
| 170                                                       | Riddle                   | 1     | 21 febbraio 2021  | 49     | Saint Petersburg, Florida          | Elimination Chamber           | In un Triple Threat match che comprendeva anche John Morrison. | [ 167 ]         |
| 171                                                       | Sheamus                  | 3     | 11 aprile 2021    | 132    | Tampa, Florida                     | WrestleMania 37               | | [ 168 ]         |
| 172                                                       | Damian Priest            | 1     | 21 agosto 2021    | 191    | Paradise, Nevada                   | SummerSlam                    | | [ 169 ]         |
| 173                                                       | Finn Bálor               | 1     | 28 febbraio 2022  | 49     | Columbus, Ohio                     | Raw                           | | [ 170 ]         |
| 174                                                       | Theory                   | 1     | 18 aprile 2022    | 75     | Buffalo, New York                  | Raw                           | | [ 171 ]         |
| 175                                                       | Bobby Lashley            | 3     | 2 luglio 2022     | 101    | Paradise, Nevada                   | Money in the Bank             | | [ 172 ]         |
| 176                                                       | Seth Rollins             | 2     | 10 ottobre 2022   | 47     | Brooklyn, New York                 | Raw                           | | [ 173 ]         |
| 177                                                       | Austin Theory            | 2     | 26 novembre 2022  | 258    | Boston, Massachusetts              | Survivor Series: WarGames     | In un triple threat match che comprendeva anche Bobby Lashley. L'8 maggio 2023 il titolo divenne un'esclusiva di SmackDown. | [ 174 ]         |
| 178                                                       | Rey Mysterio             | 3     | 11 agosto 2023    | 85     | Calgary                            | SmackDown                     | | [ 175 ]         |
| 179                                                       | Logan Paul               | 1     | 4 novembre 2023   | 273    | Riad                               | Crown Jewel                   | | [ 176 ]         |
| 180                                                       | LA Knight                | 1     | 3 agosto 2024     | 119    | Cleveland, Ohio                    | SummerSlam                    | | [ 177 ]         |
| 181                                                       | Shinsuke Nakamura        | 3     | 30 novembre 2024  | 97     | Vancouver                          | Survivor Series: WarGames     | | [ 178 ]         |
| 182                                                       | LA Knight                | 2     | 7 marzo 2025      | 43     | Filadelfia, Pennsylvania           | SmackDown                     | | [ 179 ]         |
| 183                                                       | Jacob Fatu               | 1     | 19 aprile 2025    | 70     | Paradise, Nevada                   | WrestleMania 41               | | [ 180 ]         |
| 184                                                       | Solo Sikoa               | 1     | 28 giugno 2025    | 40     | Riad                               | Night of Champions            | | [ 181 ]         |